# Международный Люксембургский форум по предотвращению ядерной катастрофы
Междунаро́дный Люксембу́ргский фо́рум по предотвраще́нию я́дерной катастро́фы (тж. Люксембургский форум) — международная неправительственная организация, объединяющая ведущих мировых экспертов в области нераспространения ядерного оружия, ядерных материалов и средств доставки.

## История
Форум основан решением Международной конференции по предотвращению ядерной катастрофы, состоявшейся 24-25 мая 2007 года в Люксембурге. В ходе конференции её участники обсудили новые вызовы и угрозы Договору о нераспространении ядерного оружия (ДНЯО)и созданному на его основе режиму нераспространения, а также проблему ядерного терроризма, ситуацию в сфере контроля над ядерными технологиями, пути укрепления мер безопасности МАГАТЭ, текущую ситуацию в проблемных государствах и регионах (Ближний и Средний Восток, Северо-Восточная и Южная Азия).
С целью достижения конкретных результатов в области укрепления режима ядерного нераспространения участниками конференции был подготовлен итоговый документ — Декларация Люксембургской конференции. Она отразила мнение 57 независимых экспертов в сфере глобальной безопасности, ограничения вооружений и разоружения из 14 стран и включила в себя «дорожную карту» по разрешению сложной ситуации в рассматриваемой сфере.
Важнейшим итогом Конференции стало образование постоянно действующего[где?] Люксембургского форума, в состав которого сразу вошли 44 подписанта Декларации. Презентация итогов конференции и Декларации состоялась 18 декабря 2007 года в Москве.
Конференция стала важным событием в сфере ядерного нераспространения. Участие в ней, в частности, приняли: Генеральный директор Государственной корпорации по атомной энергии «Росатом» С. В. Кириенко; вице-президент РАН академик Н. П. Лавёров; Генеральный директор Международного Агентства по атомной энергии (МАГАТЭ) Мохаммед аль-Барадеи; профессор Стэнфордского университета, бывший министр обороны США Уильям Перри; Председатель Международной комиссии по ОМУ, бывший Генеральный директор МАГАТЭ Ханс Бликс; новоизбранный Генеральный директор МАГАТЭ, постоянный представитель Японии при международных организациях в Вене Юкия Амано и другие.
Президент Форума — Вячеслав Кантор, международный общественный деятель, филантроп, президент Европейского еврейского конгресса, сопредседатель Европейского совета по толерантности и примирению. Вячеслав Кантор внёс большой вклад в подготовку и проведение Люксембургской конференции, возглавив её Организационный комитет.
Основные органы Форума: Международный консультативный совет (МКС) и Наблюдательный совет (НС).
Международный консультативный совет включает более 50 крупнейших мировых экспертов в сфере глобальной безопасности. МКС формирует повестку дня и участвует в подготовке итоговых документов Форума для направления политикам, дипломатам, руководителям международных и общественных организаций.
Заседания Наблюдательного совета проходят регулярно и нацелены на выработку основных направлений деятельности Форума. В состав Наблюдательного совета Форума входят: посол, ранее — генеральный директор Международного агентства по атомной энергии и Председатель Международной комиссии по оружию массового уничтожения Ханс Бликс; Президент Российского совета по международным делам, бывший Министр иностранных дел и секретарь Совета Безопасности России Игорь Иванов; председатель «Киссинджер Ассошиэйтс», ранее — государственный секретарь США, советник президента по национальной безопасности Генри Киссинджер; сопредседатель Совета директоров и исполнительный директор фонда «Инициатива по снижению ядерной угрозы» Сэм Нанн; вице-президент Совета директоров фонда «Инициатива по снижению ядерной угрозы», основатель, член Группы высокого уровня парламентариев за ядерное нераспространение и разоружение, бывший министр обороны Великобритании Дес Браун; профессор Стэнфордского университета, бывший министр обороны США Уильям Перри; почётный член Стокгольмского международного института исследования проблем мира (СИПРИ), ранее — президент Пагуошского движения учёных, заместитель Генерального секретаря ООН по проблемам разоружения Джаянта Дханапала; профессор Университета штата Мэриленд, академик Роальд Сагдеев; заместитель Председателя Комитета по международным делам Совета Федерации Федерального Собрания РФ, президент Паралимпийского комитета России, профессор Национального исследовательского университета «Высшая школа экономики» (ранее — уполномоченный по правам человека в Российской Федерации, председатель Комитета по международным делам и заместитель председателя Государственный Думы ФС РФ, посол Российской Федерации в США) Владимир Лукин; посол, ранее — Верховный комиссар по делам национальных меньшинств ОБСЕ и Председатель Совета директоров Стокгольмского международного института исследования проблем мира (СИПРИ) Рольф Экеус; председатель правления Австралийского национального университета, ранее сопредседатель Международной комиссии по ядерному нераспространению и разоружению и Министр иностранных дел Австралии Гарет Эванс.

### Взаимодействие со Святым Престолом в Ватикане
В 2019 году участники конференции Люксембургского форума в Риме – эксперты в сфере ядерной безопасности, сокращения и контроля над ядерными вооружениями и нераспространения ядерного оружия из США, России, Франции, Швеции, Канады, Австралии и других стран – были приняты Госсекретарём Ватикана кардиналом Его Высокопреосвященством Пьетро Паролином в рамках диалога и общих инициатив Люксембургского форума и Святого Престола.
Во встрече приняли участие руководители пяти известных ведущих международных организаций, изучающих проблемы контроля над ядерными вооружениями: Фонда «Инициатива по снижению ядерной угрозы», Пагуошского движения учёных, Международного движения «Глобальный ноль», Российского совета по международным делам и Центра по изучению проблем нераспространения имени Дж. Мартина (США).
Кардинал Пьетро Паролин подтвердил заинтересованность Святого Престола проблемами контроля над ядерным оружием, необходимостью его максимального ограничения и снижения риска его использования, а также стремление к укреплению глобальной безопасности и развитию многостороннего диалога с целью предотвращения угрозы ядерной катастрофы.

## Задачи Форума
Люксембургский форум обозначает в качестве своих основных целей на веб-сайте организации:
- сокращение угроз режиму нераспространения и размыванию основ Договора о нераспространении ядерного оружия (ДНЯО), в том числе недопущение распространения ядерного терроризма и попыток стран-изгоев получить доступ к ядерным материалам и технологиям. Особый акцент делается на предотвращение распространения ядерного оружия в регионе Ближнего Востока и на Корейском полуострове;
- укрепление глобального мира и безопасности посредством разработки новых подходов и рекомендаций для передачи политическим деятелям мира, дипломатам и экспертам по основным проблемам ядерной безопасности и нераспространения ядерного оружия.

## Заседания Форума
- 1. Международная конференция по предотвращению ядерной катастрофы (Люксембург, 24-25 мая 2007 г.)
- 2. Презентация Декларации Люксембургской конференции (Москва, 18 декабря 2007 г.)
- 3. Заседание Рабочей группы Люксембургского форума (Москва, 14 апреля 2008 г.)
- 4. Совместный семинар Международного Люксембургского форума по предотвращению ядерной катастрофы и Пагуошского движения (Рим, 12 июня 2008 г.)
- 5. Заседание Наблюдательного совета Международного Люксембургского форума (Москва, 9 декабря 2008 г.)
- 6. Заседание Рабочей Группы Международного Люксембургского форума (Москва, 22 апреля 2009 г.)
- 7. Заседание Рабочей Группы Международного Люксембургского форума по предотвращению ядерной катастрофы (Женева, 3 июля 2009 г.)
- 8. Заседание Наблюдательного совета Международного Люксембургского форума (Москва, 8-9 декабря 2009 г.)
- 9. Заседание Рабочей группы Международного Люксембургского форума (Вена, 8-9 апреля 2010 г.)
- 10. Конференция Международного Люксембургского форума (Вашингтон, 20-21 сентября 2010 г.)
- 11. Заседание Наблюдательного совета Международного Люксембургского форума (Москва, 8-9 декабря 2010 г.)
- 12. Конференция Международного Люксембургского форума (Стокгольм, 13-14 июня 2011 г.)
- 13. Заседание Наблюдательного совета Международного Люксембургского форума (Москва, 12-13 декабря 2011 года)
- 14. Юбилейная конференция «Актуальные проблемы нераспространения ядерного оружия» (Берлин, 4-5 июня 2012 года)
- 15. Совместная конференция Люксембургского форума и Женевского центра политики безопасности (Женева, 11-12 сентября)
- 16. Конференция Люксембургского форума «Критерии безопасной толерантности режимов ядерного нераспространения» (Монтрё, 21-22 мая 2013 года)
- 17. Заседание Наблюдательного совета Люксембургского форума (Варшава, 10-11 декабря 2013 г.)
- 18. Круглый стол Международного Люксембургского форума по предотвращению ядерной катастрофы (Женева, 10-11 июня 2014 г.)
- 19. Круглый стол Международного Люксембургского форума «Среднесрочная перспектива ядерного разоружения и нераспространения» и заседание Наблюдательного совета Люксембургского форума (Прага, 2-4 декабря 2014 г.)
- 20. Конференция Международного Люксембургского форума «Конференция 2015 г. по рассмотрению действия ДНЯО и проблемы регионального нераспространения ОМУ» (Стокгольм, 9-10 июня 2015 г.)
- 21. Совместная конференция Международного Люксембургского форума и фонда «Инициатива по снижению ядерной угрозы» «Предотвращение кризиса в контроле над ядерными вооружениями и катастрофический терроризм». Вашингтон, 1-2 декабря 2015 года
- 22. Конференция Международного Люксембургского форума «Рейкьявик: 30 лет спустя — уроки прошлого и ближайшие задачи». Амстердам, 7-8 июня 2016 года
- 23. Заседание Наблюдательного совета Люксембургского форума. Лондон, 6-7 декабря 2016 года
- 24. Презентация совместной книги Международного Люксембургского форума по предотвращению ядерной катастрофы и фонда «Инициатива по снижению ядерной угрозы» («Nuclear Threat Initiative», США) «Предотвращение кризиса в контроле над ядерными вооружениями и катастрофический терроризм». Вашингтон, 23 марта 2017 года
- 25. Презентация совместной книги Международного Люксембургского форума по предотвращению ядерной катастрофы и фонда «Инициатива по снижению ядерной угрозы» («Nuclear Threat Initiative», США) «Предотвращение кризиса в контроле над ядерными вооружениями и катастрофический терроризм». Москва, ИМЭМО РАН, 20 апреля 2017 года.
- 26. Юбилейная конференция Международного Люксембургского форума «Актуальные проблемы нераспространения ядерного оружия». Париж, 9-10 октября 2017 года.
- 27. Конференция Международного Люксембургского форума «Ядерные стратегии и стратегическая стабильность». Женева, 11-12 июня 2018 года.
- 28. Заседание Наблюдательного совета Люксембургского форума. Брюссель, 4-5 декабря 2018 года.
- 29. Конференция Люксембургского форума «Контроль над вооружениями: бремя перемен». Рим, 4-5 июня 2019 года.